# 10454 Vallenar
10454 Vallenar este un asteroid din centura principală de asteroizi.

## Descriere
10454 Vallenar este un asteroid din centura principală de asteroizi. A fost descoperit pe 9 iulie 1978 la Observatorul La Silla de Hans-Emil Schuster. Asteroidul prezintă o orbită caracterizată de o semiaxă mare de 2,34 ua, o excentricitate de 0,12 și o înclinație de 5,9° în raport cu ecliptica.